# Pěkovice
Pěkovice (németül Pöcken) Teplá településrésze Csehországban a Karlovy Vary-i kerület Chebi járásában. Központi községétől 4,5 km-re délre fekszik. A 2001-es népszámlálási adatok szerint 22 lakóháza és 71 lakosa van.